# Stenotus binotatus
Stenotus binotatus is een wants uit de familie Miridae, de blindwantsen. De soort werd voor het eerst wetenschappelijk beschreven door Johan Christian Fabricius in 1794.

## Uiterlijk
De langwerpig ovale wants kan 5,5 tot 7 mm groot worden en is altijd langvleugelig (macropteer). Het mannetje is geelbruin en het vrouwtje is groengeel van kleur met zwarte lengtevlekken op de voorvleugel. De antennes en pootjes zijn geelbruin met zwarte stekels op de schenen. Meest opvallend zijn de twee zwarte stippen op het halsschild (pronotum) maar die zijn niet altijd aanwezig.

## Levenswijze
De volwassen wantsen kunnen waargenomen waargenomen worden van mei tot september. Ze zuigen aan onrijpe zaden van grassen zoals kropaar (Dactylis glomerata), pijpenstrootje (Molinia caerulea) en bijvoorbeeld timoteegras (Phleum pratense). De soort overwintert als eitje, de nimf is volledig groen en zuigt aan de groeiende bladen van de plant.

## Verspreiding en voorkomen
De soort komt voor in het Palearctisch gebied en is in Nederland zeer algemeen op grassen lang wegbermen en hooiland.

## Afbeeldingen

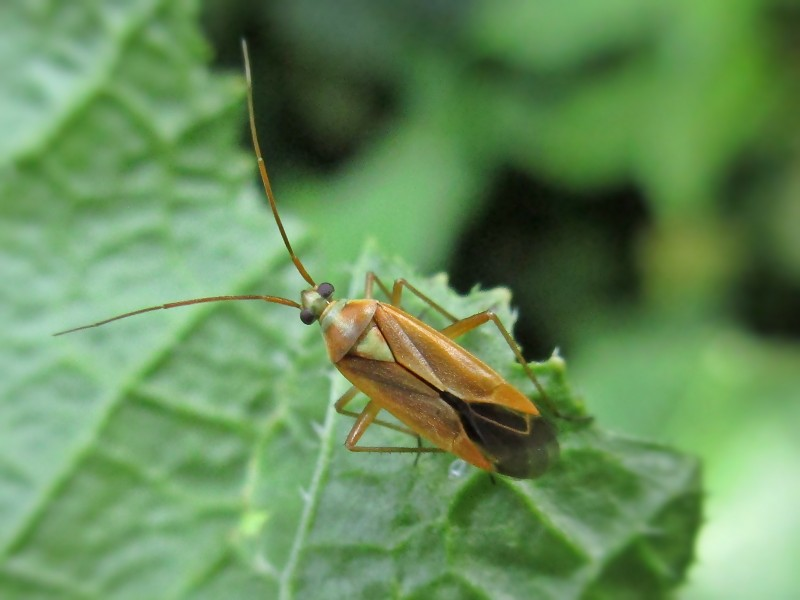
mannetje
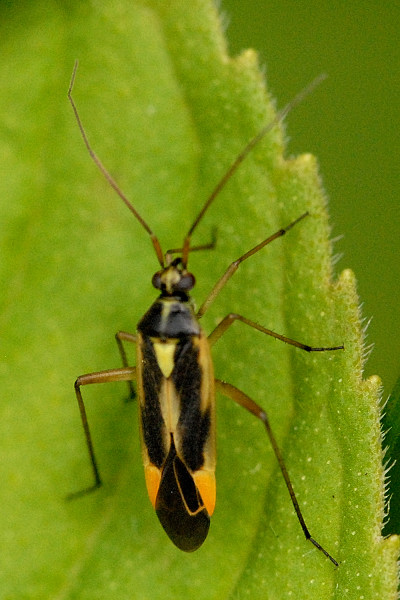
mannetje
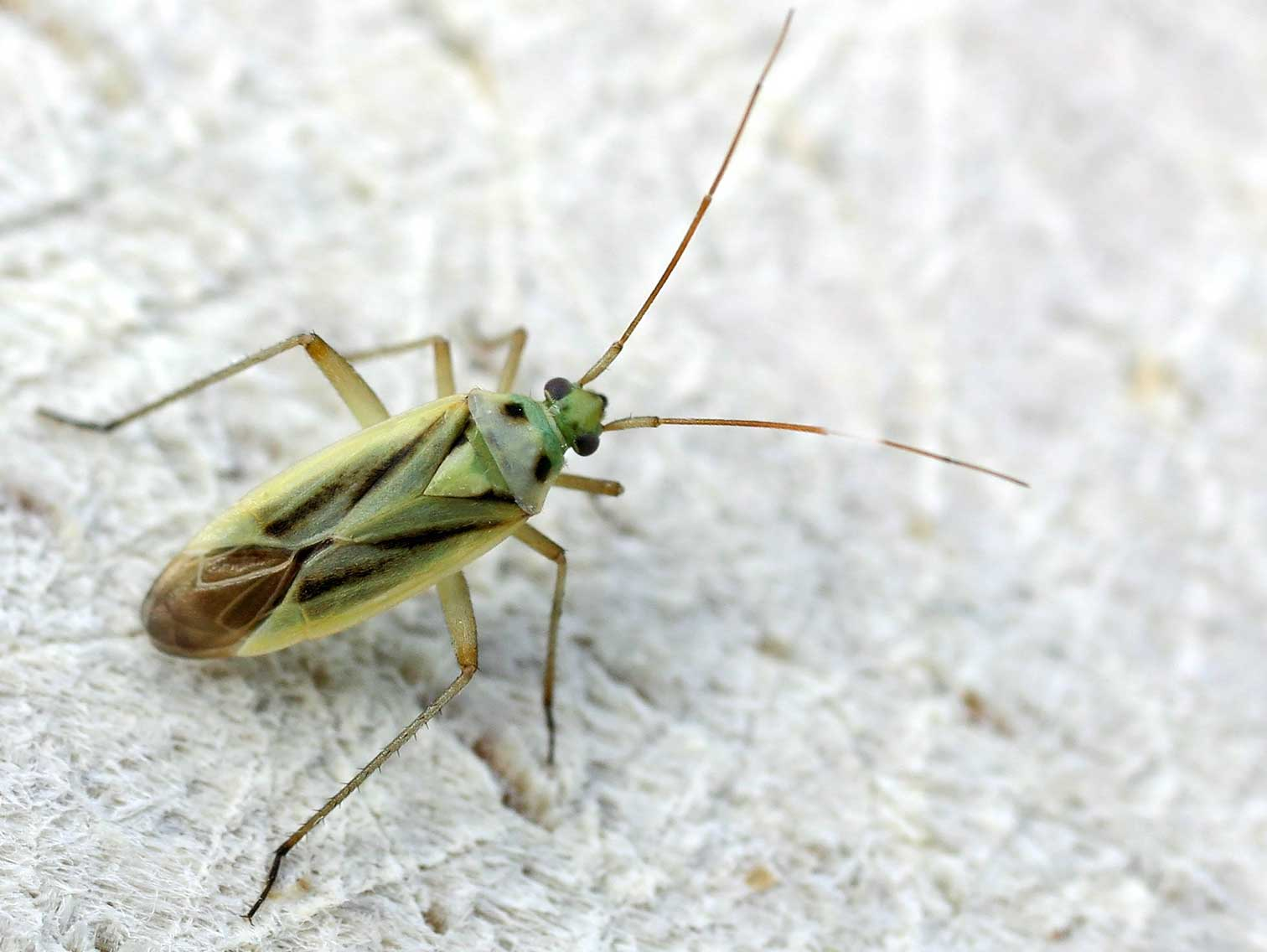
vrouwtje